# The Fabulous Thunderbirds
A The Fabulous Thunderbirds amerikai blues-rock/southern rock zenekar. 1974-ben alakult Texasban. A zenekart Stevie Ray Vaughan bátyja, Jimmie Vaughan alapította. Első nagylemeze 1979-ben jelent meg. A zenekar leghíresebb dalának (és albumának) a "Tuff Enuff" számít, amely platinalemez lett, a címadó dal pedig felkerült az American Top 10 listára.
Keith Ferguson basszusgitáros 1997-ben elhunyt, 50 éves korában, máj betegség következtében. 2016-ban Preston Hubbard basszusgitáros is elhunyt, 63 éves korában.

## Tagjai

### Jelenlegi tagok
- Kim Wilson
- Johnny Moeller
- Steve Gomes
- Nico Leophonte
- Kevin Anker

### Korábbi tagok
- Jimmie Vaughan
- Keith Ferguson
- Mike Buck
- Fran Christina
- John Melancon
- Preston Hubbard
- Duke Robillard
- Doug Bangham
- Gene Taylor
- Kid Ramos
- Willie Campbell
- Jimi Bott
- Richard Innes
- Steve Hodges
- Ronnie James Weber
- Troy Gonyea
- Kirk Fletcher
- Nick Curran
- Randy Bermudes
- Jay Moeller
- Mike Keller
- Wes Watkins

## Diszkográfiája
- Girls Go Wild (1979)
- What's the Word (1980)
- Butt Rockin' (1981)
- T-Bird Rhythm (1982)
- Tuff Enuff (1986)
- Hot Number (1987)
- Powerful Stuff (1989)
- Walk That Walk, Talk That Talk (1991)
- Roll of the Dice (1995)
- High Water (1997)
- Painted On (2005)
- Thunderbirds! (2009, csak koncerteken árulták)
- On the Verge (2013)
- Strong Like That (2016)

## Egyéb kiadványok
Válogatáslemezek
- Portfolio (1987)
- The Essential (1991)
- Hot Stuff: The Greatest Hits (1992)
- Wrap It Up (1993)
- Different Tacos (1996)
- Butt Rockin'/T-Bird Rhythm (1996)
- Best of the Fabulous Thunderbirds (1997)
- Tuff Enuff/Powerful Stuff (1999)
- Thunderbirds Tacos Deluxe (2003)
- The Best of the Fabulous Thunderbirds: Early Birds Special (2011)

Koncert albumok
- Live from London (1985)
- Live (2001)